# Radical 64
El radical 64, representado por el carácter Han 手, es uno de los 214 radicales del diccionario de Kangxi. En mandarín estándar es llamado　手部, (shǒu bù, «radical “mano”»); en japonés es llamado 手部, しゅぶ　(shubu), y en coreano 수 (su).
El radical «mano» toma la forma variante 扌 cuando aparece en el lado izquierdo de los caracteres (por ejemplo en 打), con un trazo menos que en la forma original. En otras posiciones (casi siempre en la parte inferior), mantiene su forma estándar (por ejemplo 撃).
El radical 64 clasifica caracteres cuyo significado suele estar relacionado con acciones realizadas con las manos o con conceptos relacionados con la mano. Por ejemplo:　持, «sostener»; 指, «dedo».

## Nombres populares
- Mandarín estándar: 手字底, shǒu zì dǐ, «“mano” en la parte inferior»; 提手旁, tí shǒu páng, «“mano” con trazo ascendente en un lado».
- Coreano: 손수부, son su bu «radical su-mano».
- Japonés:　手（て）, te, «mano»; 手偏（てへん）, tehen, «“mano”, en el lado izquierdo del carácter».[1]
- En occidente: radical «mano».

## Galería
| Estilos antiguos                                 | Estilos antiguos                  | Estilos antiguos                        | Estilos antiguos                   | Estilos antiguos                   | Estilos empleados actualmente       | Estilos empleados actualmente  | Estilos empleados actualmente    | Estilos empleados actualmente   | Estilos empleados actualmente  |
|                                                  |                                   |                                         |                                    |                                    |                                     | 手                             | 手                               |                                 |                                |
| 甲骨文 jiǎgǔwén (escritura de huesos oraculares) | 金文 jīnwén (escritura de bronce) | 简帛 jiǎnbó (escritura de bambú y seda) | 篆文 zhuànwén (escritura de sello) | 篆文 zhuànwén (escritura de sello) | 隸書 lìshū (estilo de los escribas) | 楷書 kǎishū (estilo regular)   | 楷書 kǎishū (estilo regular)     | 行書 xǐngshū (estilo corriente) | 草書 cǎoshū (estilo de hierba) |
| 甲骨文 jiǎgǔwén (escritura de huesos oraculares) | 金文 jīnwén (escritura de bronce) | 简帛 jiǎnbó (escritura de bambú y seda) | 大篆 dàzhuàn (sello grande)        | 小篆 xiǎozhuàn (sello pequeño)     | 隸書 lìshū (estilo de los escribas) | 繁體／繁体 fántǐ (tradicional) | 简体／簡體 jiǎntǐ (simplificado) | 行書 xǐngshū (estilo corriente) | 草書 cǎoshū (estilo de hierba) |

## Caracteres con el radical 64
| trazos | carácter |
| ------ | --- |
| + 0    | 手 扌 才 |
| + 1    | 扎 |
| + 2    | 扐 扑 扒 打 扔 払 扖 扏 |
| + 3    | 扗 托 扙 扚 扛 扜 扝 扞 扟 扠 扡 扢 扣 扤 扥 扦 执 扨 扩 扪 扫 扬 |
| + 4    | 扭 扮 扯 扰 扱 扲 扳 扴 扵 扶 扷 扸 批 扺 扻 扼 扽 找 承 技 抁 抂 抃 抄 抅 抆 抇 抈 抉 把 抋 抌 抍 抎 抏 抐 抑 抒 抓 抔 投 抖 抗 折 抙 抚 抛 抜 抝 |
| + 5    | 択 抟 抠 抡 抢 抣 护 报 抦 抧 抨 抩 抪 披 抬 抭 抮 抯 抰 抱 抳 抴 抵 抶 抷 抸 抹 抺 抻 押 抽 抾 抿 拀 拁 拂 拃 拄 担 拆 拇 拈 拉 拊 拋 拌 拍 拎 拏 拐 拑 拒 拓 拔 拕 拖 拗 拘 拙 拚 招 拜 拝 拞 拟 拠 拡 拢 拣 拤 拥 拦 拧 拨 择                                        |
| + 6    | 拪 拫 括 拭 拮 拯 拰 拱 拲 拳 拴 拵 拶 拷 拸 拹 拺 拻 拼 拽 拾 拿 挀 持 挂 挃 挄 挅 挆 指 挈 按 挊 挋 挌 挍 挎 挏 挐 挑 挒 挓 挔 挕 挖 挗 挘 挙 挚 挛 挜 挝 挞 挟 挠 挡 挢 挣 挤 挥 挦 挧                                                                               |
| + 7    | 挨 挩 挪 挫 挬 挭 挮 振 挰 挱 挲 挳 挴 挵 挶 挷 挸 挹 挺 挻 挼 挽 挾 挿 捀 捁 捂 捃 捄 捅 捆 捇 捈 捉 捊 捋 捌 捍 捎 捏 捐 捑 捒 捓 捔 捕 捖 捘 捙 捚 捛 捜 捝 捞 损 捠 捡 换 捣 捤                                                                                     |
| + 8    | 捗 捥 捦 捧 捨 捩 捪 捫 捬 捭 据 捯 捰 捱 捳 捴 捵 捶 捷 捸 捹 捺 捻 捼 捽 捾 捿 掀 掁 掂 掃 掄 掅 掆 掇 授 掉 掊 掋 掌 掍 掎 掏 掐 掑 排 掓 掔 掕 掖 掗 掘 掙 掚 掛 掜 掝 掞 掟 掠 採 探 掣 掤 接 掦 控 推 掩 措 掫 掬 掭 掮 掯 掰 掱 掲 掳 掴 掵 掶 掷 掸 掹 掺 掼 掽 |
| + 9    | 捲 掾 掿 揀 揁 揂 揃 揄 揅 揆 揇 揈 揉 揊 揋 揌 揍 揎 描 提 揑 插 揓 揔 揕 揖 揗 揘 揙 揚 換 揜 揝 揞 揟 揠 握 揢 揣 揤 揥 揦 揧 揨 揩 揪 揫 揬 揭 揮 揯 揰 揱 揲 揳 援 揵 揶 揷 揸 揹 揺 揻 揼 揽 揾 揿 搀 搁 搂 搃 搄 搅                                              |
| + 10   | 掻 搆 搇 搈 搉 搊 搋 搌 損 搎 搏 搐 搑 搒 搓 搔 搕 搖 搗 搘 搙 搚 搛 搜 搝 搞 搟 搠 搡 搢 搣 搤 搥 搦 搧 搨 搩 搪 搫 搬 搭 搮 搯 搰 搱 搲 搳 搴 搵 搶 搷 搸 搹 携 搻 搼 搽 搾 搿 摀 摁 摂 摃 摄 摅 摆 摇 摈 摉 摊 摸                                                    |
| + 11   | 抲 摋 摌 摍 摎 摏 摐 摑 摒 摓 摔 摕 摖 摗 摘 摙 摚 摛 摜 摝 摞 摟 摠 摡 摢 摣 摤 摥 摦 摧 摨 摩 摪 摫 摬 摭 摮 摯 摰 摱 摲 摳 摴 摵 摶 摷 摹 摺 摻 摼 摽 摾 摿 撀 撁撂 撃 撄                                                                                            |
| + 12   | 撅 撆 撇 撈 撉 撊 撋 撌 撍 撎 撏 撐 撑 撒 撓 撔 撕 撖 撗 撘 撙 撚 撛 撜 撝 撞 撟 撠 撡 撢 撣 撤 撥 撦 撧 撨 撩 撪 撫 撬 播 撮 撯 撰 撱 撲 撳 撴 撵 撶 撷 撸 撹 撺 |
| + 13   | 撻 撼 撽 撾 撿 擀 擁 擂 擃 擄 擅 擆 擇 擈 擉 擊 擋 擌 操 擎 擏 擐 擑 擒 擓 擔 擕 擖 擗 擘 擙 據 擛 擜 擝 擞 |
| + 14   | 擟 擠 擡 擢 擣 擤 擥 擦 擧 擨 擩 擪 擫 擬 擭 擮 擯 擰 擱 |
| + 15   | 擲 擳 擴 擵 擶 擷 擸 擹 擺 擻 擼 擽 擾 擿 攀 攁 攂 攃 攄 攅 攆 |
| + 16   | 攇 攈 攉 攊 攋 攌 攍 攎 攏 攐 攒 |
| + 17   | 攑 攓 攔 攕 攖 攗 攘 攙 攚 |
| + 18   | 攛 攜 攝 |
| + 19   | 攞 攟 攠 攡 攢 攣 攤 攦 攧 |
| + 20   | 攥 攨 攩 攪 攫 |
| + 21   | 攬 攭 |
| + 22   | 攮 |